# Tour de Burgos 2016
La 38e édition du Tour de Burgos a lieu du 2 au 6 août en Espagne. La course fait partie de l'UCI Europe Tour 2016 en catégorie 2.HC

## Participants
162 coureurs répartis en 21 équipes ont pris le départ de cette édition; soit 13 équipes UCI Pro, 6 équipes continentales professionnelles et 2 équipes continentales.
| UCI WorldTeams     | UCI WorldTeams | UCI WorldTeams |
| Nom de l'équipe    | Pays           | Code           |
| ------------------ | -------------- | -------------- |
| AG2R La Mondiale   | France         | ALM            |
| Astana             | Kazakhstan     | AST            |
| BMC Racing         | États-Unis     | BMC            |
| Cannondale-Drapac  | États-Unis     | CDT            |
| Etixx-Quick Step   | Belgique       | EQS            |
| FDJ                | France         | FDJ            |
| Movistar           | Espagne        | MOV            |
| Orica-BikeExchange | Australie      | OBE            |
| Dimension Data     | Afrique du Sud | DDD            |
| Giant-Alpecin      | Allemagne      | TGA            |
| Katusha            | Russie         | KAT            |
| Sky                | Royaume-Uni    | SKY            |
| Tinkoff            | Russie         | TNK            |

| Équipes continentales Professionnel | Équipes continentales Professionnel | Équipes continentales Professionnel |
| Nom de l'équipe                     | Pays                                | Code                                |
| ----------------------------------- | ----------------------------------- | ----------------------------------- |
| Caja Rural-Seguros RGA              | Espagne                             | CJR                                 |
| Topsport Vlaanderen-Baloise         | Belgique                            | TSV                                 |
| Gazprom-RusVelo                     | Russie                              | GAZ                                 |
| One Pro Cycling                     | Royaume-Uni                         | ONE                                 |
| Nippo-Vini Fantini                  | Italie                              | NIP                                 |
| Roompot-Oranje Peloton              | Pays-Bas                            | ROP                                 |

| Équipes continentales         | Équipes continentales | Équipes continentales |
| Nom de l'équipe               | Pays                  | Code                  |
| ----------------------------- | --------------------- | --------------------- |
| Burgos BH                     | Espagne               | BUR                   |
| Euskadi Basque Country-Murias | Espagne               | EUS                   |

## Étapes
| Étape     | Date   | Villes étapes                                        | type                         | Distance (km) | Vainqueur d'étape | Leader du classement général |
| --------- | ------ | ---------------------------------------------------- | ---------------------------- | ------------- | ----------------- | ---------------------------- |
| 1re étape | 2 août | Sasamón – Melgar de Fernamental                      | étape de plaine              | 158           | Danny van Poppel  | Danny van Poppel             |
| 2e étape  | 3 août | Burgos – Burgos                                      | contre-la-montre par équipes | 10,72         | Astana            | Dmitriy Gruzdev              |
| 3e étape  | 4 août | Sedano – Villarcayo de Merindad de Castilla la Vieja | étape vallonnée              | 198           | Danny van Poppel  | Dmitriy Gruzdev              |
| 4e étape  | 5 août | Aranda de Duero – Lerma                              | étape de moyenne montagne    | 145           | Nathan Haas       | Gianni Meersman              |
| 5e étape  | 6 août | Caleruega – Lagunas de Neila                         | étape de montagne            | 163           | Sergio Pardilla   | Alberto Contador             |

## Déroulement de la course

### 1reétape
| \| Classement de l'étape \| Classement de l'étape \| Classement de l'étape \| Classement de l'étape \| Classement de l'étape \| \| Coureur \| Coureur \| Pays \| Équipe \| Temps \| \| --------------------- \| --------------------- \| --------------------- \| --------------------- \| --------------------- \| \| 1er \| Danny van Poppel \| Pays-Bas \| Team Sky \| 3 h 32 min 04 s \| \| 2e \| Jempy Drucker \| Luxembourg \| BMC Racing Team \| + 0 s \| \| 3e \| Gianni Meersman \| Belgique \| Etixx-Quick Step \| + 0 s \| \| 4e \| Wouter Wippert \| Pays-Bas \| Cannondale-Drapac \| + 0 s \| \| 5e \| Steele Von Hoff \| Australie \| ONE Pro Cycling \| + 0 s \| |                  |            |                   |                 |
| |                  |            |                   |                 |
| Source : ProCyclingStats |                  |            |                   |                 |
| Classement de l'étape |                  |            |                   |                 |
| Coureur | Coureur          | Pays       | Équipe            | Temps           |
| 1er | Danny van Poppel | Pays-Bas   | Team Sky          | 3 h 32 min 04 s |
| 2e | Jempy Drucker    | Luxembourg | BMC Racing Team   | + 0 s           |
| 3e | Gianni Meersman  | Belgique   | Etixx-Quick Step  | + 0 s           |
| 4e | Wouter Wippert   | Pays-Bas   | Cannondale-Drapac | + 0 s           |
| 5e | Steele Von Hoff  | Australie  | ONE Pro Cycling   | + 0 s           |

| \| Classement général \| Classement général \| Classement général \| Classement général \| Classement général \| \| Coureur \| Coureur \| Pays \| Équipe \| Temps \| \| ------------------ \| ------------------ \| ------------------ \| ------------------ \| ------------------ \| \| 1er \| Danny van Poppel \| Pays-Bas \| Team Sky \| 3 h 32 min 04 s \| \| 2e \| Jempy Drucker \| Luxembourg \| BMC Racing Team \| + 0 s \| \| 3e \| Gianni Meersman \| Belgique \| Etixx-Quick Step \| + 0 s \| \| 4e \| Wouter Wippert \| Pays-Bas \| Cannondale-Drapac \| + 0 s \| \| 5e \| Steele Von Hoff \| Australie \| ONE Pro Cycling \| + 0 s \| |                  |            |                   |                 |
| |                  |            |                   |                 |
| Source : ProCyclingStats |                  |            |                   |                 |
| Classement général |                  |            |                   |                 |
| Coureur | Coureur          | Pays       | Équipe            | Temps           |
| 1er | Danny van Poppel | Pays-Bas   | Team Sky          | 3 h 32 min 04 s |
| 2e | Jempy Drucker    | Luxembourg | BMC Racing Team   | + 0 s           |
| 3e | Gianni Meersman  | Belgique   | Etixx-Quick Step  | + 0 s           |
| 4e | Wouter Wippert   | Pays-Bas   | Cannondale-Drapac | + 0 s           |
| 5e | Steele Von Hoff  | Australie  | ONE Pro Cycling   | + 0 s           |

### 2eétape
| \| Classement de l'étape \| Classement de l'étape \| Classement de l'étape \| Classement de l'étape \| Classement de l'étape \| Classement de l'étape \| \| Équipe \| Équipe \| Pays \| Temps \| Écart de temps \| Vitesse moy. \| \| --------------------- \| --------------------- \| --------------------- \| --------------------- \| --------------------- \| --------------------- \| \| 1re \| Astana \| Kazakhstan \| 13 min 10 s \| 13 min 10 s \| 48.851 km/h \| \| 2e \| Movistar Team \| Espagne \| 13 min 12 s \| + 2 s \| 48.727 km/h \| \| 3e \| Etixx-Quick Step \| Belgique \| 13 min 13 s \| + 3 s \| 48.666 km/h \| \| 4e \| Sky \| Royaume-Uni \| 13 min 16 s \| + 6 s \| 48.482 km/h \| \| 5e \| BMC Racing Team \| États-Unis \| 13 min 19 s \| + 9 s \| 48.300 km/h \| |                  |             |             |                |              |
| |                  |             |             |                |              |
| Source : ProCyclingStats |                  |             |             |                |              |
| Classement de l'étape |                  |             |             |                |              |
| Équipe | Équipe           | Pays        | Temps       | Écart de temps | Vitesse moy. |
| 1re | Astana           | Kazakhstan  | 13 min 10 s | 13 min 10 s    | 48.851 km/h  |
| 2e | Movistar Team    | Espagne     | 13 min 12 s | + 2 s          | 48.727 km/h  |
| 3e | Etixx-Quick Step | Belgique    | 13 min 13 s | + 3 s          | 48.666 km/h  |
| 4e | Sky              | Royaume-Uni | 13 min 16 s | + 6 s          | 48.482 km/h  |
| 5e | BMC Racing Team  | États-Unis  | 13 min 19 s | + 9 s          | 48.300 km/h  |

| \| Classement général \| Classement général \| Classement général \| Classement général \| Classement général \| \| Coureur \| Coureur \| Pays \| Équipe \| Temps \| \| ------------------ \| ------------------ \| ------------------ \| ------------------ \| ------------------ \| \| 1er \| Dmitriy Gruzdev \| Kazakhstan \| Astana \| 3 h 45 min 14 s \| \| 2e \| Dario Cataldo \| Italie \| Astana \| + 0 s \| \| 3e \| Eros Capecchi \| Italie \| Astana \| + 0 s \| \| 4e \| Michele Scarponi \| Italie \| Astana \| + 0 s \| \| 5e \| Gianni Meersman \| Belgique \| Etixx-Quick Step \| + 3 s \| |                  |            |                  |                 |
| |                  |            |                  |                 |
| Source : ProCyclingStats |                  |            |                  |                 |
| Classement général |                  |            |                  |                 |
| Coureur | Coureur          | Pays       | Équipe           | Temps           |
| 1er | Dmitriy Gruzdev  | Kazakhstan | Astana           | 3 h 45 min 14 s |
| 2e | Dario Cataldo    | Italie     | Astana           | + 0 s           |
| 3e | Eros Capecchi    | Italie     | Astana           | + 0 s           |
| 4e | Michele Scarponi | Italie     | Astana           | + 0 s           |
| 5e | Gianni Meersman  | Belgique   | Etixx-Quick Step | + 3 s           |

### 3eétape
| \| Classement de l'étape \| Classement de l'étape \| Classement de l'étape \| Classement de l'étape \| Classement de l'étape \| \| Coureur \| Coureur \| Pays \| Équipe \| Temps \| \| --------------------- \| --------------------- \| --------------------- \| --------------------------- \| --------------------- \| \| 1er \| Danny van Poppel \| Pays-Bas \| Team Sky \| 4 h 35 min 47 s \| \| 2e \| Jempy Drucker \| Luxembourg \| BMC Racing Team \| + 0 s \| \| 3e \| Gianni Meersman \| Belgique \| Etixx-Quick Step \| + 0 s \| \| 4e \| Pieter Vanspeybrouck \| Belgique \| Topsport Vlaanderen-Baloise \| + 0 s \| \| 5e \| Kristian Sbaragli \| Italie \| Dimension Data \| + 0 s \| |                      |            |                             |                 |
| |                      |            |                             |                 |
| Source : ProCyclingStats |                      |            |                             |                 |
| Classement de l'étape |                      |            |                             |                 |
| Coureur | Coureur              | Pays       | Équipe                      | Temps           |
| 1er | Danny van Poppel     | Pays-Bas   | Team Sky                    | 4 h 35 min 47 s |
| 2e | Jempy Drucker        | Luxembourg | BMC Racing Team             | + 0 s           |
| 3e | Gianni Meersman      | Belgique   | Etixx-Quick Step            | + 0 s           |
| 4e | Pieter Vanspeybrouck | Belgique   | Topsport Vlaanderen-Baloise | + 0 s           |
| 5e | Kristian Sbaragli    | Italie     | Dimension Data              | + 0 s           |

| \| Classement général \| Classement général \| Classement général \| Classement général \| Classement général \| \| Coureur \| Coureur \| Pays \| Équipe \| Temps \| \| ------------------ \| ------------------ \| ------------------ \| ------------------ \| ------------------ \| \| 1er \| Dmitriy Gruzdev \| Kazakhstan \| Astana \| 8 h 21 min 01 s \| \| 2e \| Dario Cataldo \| Italie \| Astana \| + 0 s \| \| 3e \| Michele Scarponi \| Italie \| Astana \| + 0 s \| \| 4e \| Gianni Meersman \| Belgique \| Etixx-Quick Step \| + 3 s \| \| 5e \| José Joaquín Rojas \| Espagne \| Movistar Team \| + 3 s \| |                    |            |                  |                 |
| |                    |            |                  |                 |
| Source : ProCyclingStats |                    |            |                  |                 |
| Classement général |                    |            |                  |                 |
| Coureur | Coureur            | Pays       | Équipe           | Temps           |
| 1er | Dmitriy Gruzdev    | Kazakhstan | Astana           | 8 h 21 min 01 s |
| 2e | Dario Cataldo      | Italie     | Astana           | + 0 s           |
| 3e | Michele Scarponi   | Italie     | Astana           | + 0 s           |
| 4e | Gianni Meersman    | Belgique   | Etixx-Quick Step | + 3 s           |
| 5e | José Joaquín Rojas | Espagne    | Movistar Team    | + 3 s           |

### 4eétape
| \| Classement de l'étape \| Classement de l'étape \| Classement de l'étape \| Classement de l'étape \| Classement de l'étape \| \| Coureur \| Coureur \| Pays \| Équipe \| Temps \| \| --------------------- \| --------------------- \| --------------------- \| --------------------- \| --------------------- \| \| 1er \| Nathan Haas \| Australie \| Dimension Data \| 3 h 15 min 42 s \| \| 2e \| Jempy Drucker \| Luxembourg \| BMC Racing Team \| + 0 s \| \| 3e \| Patrick Bevin \| Nouvelle-Zélande \| Cannondale-Drapac \| + 0 s \| \| 4e \| Danny van Poppel \| Pays-Bas \| Team Sky \| + 0 s \| \| 5e \| Alexey Tsatevitch \| Russie \| Katusha \| + 0 s \| |                   |                  |                   |                 |
| |                   |                  |                   |                 |
| Source : ProCyclingStats |                   |                  |                   |                 |
| Classement de l'étape |                   |                  |                   |                 |
| Coureur | Coureur           | Pays             | Équipe            | Temps           |
| 1er | Nathan Haas       | Australie        | Dimension Data    | 3 h 15 min 42 s |
| 2e | Jempy Drucker     | Luxembourg       | BMC Racing Team   | + 0 s           |
| 3e | Patrick Bevin     | Nouvelle-Zélande | Cannondale-Drapac | + 0 s           |
| 4e | Danny van Poppel  | Pays-Bas         | Team Sky          | + 0 s           |
| 5e | Alexey Tsatevitch | Russie           | Katusha           | + 0 s           |

| \| Classement général \| Classement général \| Classement général \| Classement général \| Classement général \| \| Coureur \| Coureur \| Pays \| Équipe \| Temps \| \| ------------------ \| ------------------ \| ------------------ \| ------------------ \| ------------------ \| \| 1er \| Gianni Meersman \| Belgique \| Etixx-Quick Step \| 11 h 36 min 46 s \| \| 2e \| Dmitriy Gruzdev \| Kazakhstan \| Astana \| + 0 s \| \| 3e \| Dario Cataldo \| Italie \| Astana \| + 0 s \| \| 4e \| Michele Scarponi \| Italie \| Astana \| + 0 s \| \| 5e \| José Joaquín Rojas \| Espagne \| Movistar Team \| + 3 s \| |                    |            |                  |                  |
| |                    |            |                  |                  |
| Source : ProCyclingStats |                    |            |                  |                  |
| Classement général |                    |            |                  |                  |
| Coureur | Coureur            | Pays       | Équipe           | Temps            |
| 1er | Gianni Meersman    | Belgique   | Etixx-Quick Step | 11 h 36 min 46 s |
| 2e | Dmitriy Gruzdev    | Kazakhstan | Astana           | + 0 s            |
| 3e | Dario Cataldo      | Italie     | Astana           | + 0 s            |
| 4e | Michele Scarponi   | Italie     | Astana           | + 0 s            |
| 5e | José Joaquín Rojas | Espagne    | Movistar Team    | + 3 s            |

### 5eétape
| \| Classement de l'étape \| Classement de l'étape \| Classement de l'étape \| Classement de l'étape \| Classement de l'étape \| \| Coureur \| Coureur \| Pays \| Équipe \| Temps \| \| --------------------- \| --------------------- \| --------------------- \| ---------------------- \| --------------------- \| \| 1er \| Sergio Pardilla \| Espagne \| Caja Rural-Seguros RGA \| 4 h 13 min 34 s \| \| 2e \| Alberto Contador \| Espagne \| Tinkoff \| + 17 s \| \| 3e \| Ben Hermans \| Belgique \| BMC Racing Team \| + 22 s \| \| 4e \| Simon Yates \| Royaume-Uni \| Orica-BikeExchange \| + 24 s \| \| 5e \| Igor Antón \| Espagne \| Dimension Data \| + 31 s \| |                  |             |                        |                 |
| |                  |             |                        |                 |
| Source : ProCyclingStats |                  |             |                        |                 |
| Classement de l'étape |                  |             |                        |                 |
| Coureur | Coureur          | Pays        | Équipe                 | Temps           |
| 1er | Sergio Pardilla  | Espagne     | Caja Rural-Seguros RGA | 4 h 13 min 34 s |
| 2e | Alberto Contador | Espagne     | Tinkoff                | + 17 s          |
| 3e | Ben Hermans      | Belgique    | BMC Racing Team        | + 22 s          |
| 4e | Simon Yates      | Royaume-Uni | Orica-BikeExchange     | + 24 s          |
| 5e | Igor Antón       | Espagne     | Dimension Data         | + 31 s          |

## Classements finals

### Classement général
| \| Classement général \| Classement général \| Classement général \| Classement général \| Classement général \| \| Coureur \| Coureur \| Pays \| Équipe \| Temps \| \| ------------------ \| ------------------ \| ------------------ \| ---------------------- \| ------------------ \| \| 1er \| Alberto Contador \| Espagne \| Tinkoff \| 15 h 50 min 50 s \| \| 2e \| Ben Hermans \| Belgique \| BMC Racing Team \| + 1 s \| \| 3e \| Sergio Pardilla \| Espagne \| Caja Rural-Seguros RGA \| + 1 s \| \| 4e \| Simon Yates \| Royaume-Uni \| Orica-BikeExchange \| + 4 s \| \| 5e \| Peter Kennaugh \| Royaume-Uni \| Team Sky \| + 11 s \| |                  |             |                        |                  |
| |                  |             |                        |                  |
| Source : ProCyclingStats |                  |             |                        |                  |
| Classement général |                  |             |                        |                  |
| Coureur | Coureur          | Pays        | Équipe                 | Temps            |
| 1er | Alberto Contador | Espagne     | Tinkoff                | 15 h 50 min 50 s |
| 2e | Ben Hermans      | Belgique    | BMC Racing Team        | + 1 s            |
| 3e | Sergio Pardilla  | Espagne     | Caja Rural-Seguros RGA | + 1 s            |
| 4e | Simon Yates      | Royaume-Uni | Orica-BikeExchange     | + 4 s            |
| 5e | Peter Kennaugh   | Royaume-Uni | Team Sky               | + 11 s           |